# Pystrook
Pystrook (bułg. Пъстроок, tur. Alagözler) – wieś w południowej Bułgarii, w obwodzie Chaskowo, w gminie Iwajłowgrad. Według danych Narodowego Instytutu Statystycznego, 31 grudnia 2011 roku wieś liczyła 16 mieszkańców.